# Fenologi
Fenologi (från grekiskans phainesthai, komma i dagen, bli synlig), botanisk och zoologisk term för läran om de periodiska företeelsernas uppträdande inom växt- och djurriket, dvs. hur naturen förändras över årstiderna
Fenologi handlar om årligt återkommande faser i naturen, såsom lövsprickning, blomning, fruktsättning, höstlövsfärger, lövfällning, djurs vintervila och reproduktion, flyttfåglarnas ankomst och avfärd etc. När man vill beskriva ett områdes växt- och djurvärld är tidpunkten för fenologiska faser samt startpunkten, slutpunkten och längden på den biologiska växtsäsongen viktiga faktorer. Fenologi, som vetenskaplig disciplin, undersöker sådana deskriptiva (beskrivande) observationer. Man försöker också förstå vilka faktorer (temperatur, dagslängd, markvattentillgång, närings/resurstillgång, ...) som styr fenologin samt vilka biotiska och abiotiska faktorer som förklarar evolutionen av växters, djurs och ekosystems fenologiska egenskaper. Fenologi, som tillämpad disciplin, har en lång tradition inom jord- och skogsbruk och tillämpas numera även inom hälsosektorn (ex. pollenkalendrar för allergiker) och miljövården (ex. långsiktiga förändringar av naturens kalender).

## Svensk miljöövervakning
Sedan 2008 samlar Svenska fenologinätverket in data från hela Sverige via internetformulär för att kunna skapa nutida fenologiska observationsserier och därigenom följa biologiska effekter av klimatförändringar (Dahl m.fl. 2008, Bolmgren m.fl. 2010, Bolmgren m.fl. 2015). Baserad på dessa data publicerar den nationella och regionala miljöövervakningen en miljömålsindikator . Svenska fenologinätverket samlar även in standardiserade fågel- och bifenologiska observationer i samarbete med BirdLife Sverige respektive Sveriges Biodlares Riksförbund, samt genomför den årliga kampanjen "Vårkollen" med Svenska Botaniska Föreningen.

## Svensk fenologihistoria
Linné anordnade en fenologisk observationsserie över lövsprickningen 1750-52, vilken publicerades i en avhandling som försvarades av Harald Barck 
Vernatio arborum. Några längre tidsserier med fenologiobservationer är kända från 1700-talet (ex. Bjerkander 1776). I det allra första numret av Botaniska Notiser (Fries 1839) inleddes en kampanj för att få läsarna att skicka in rapporter om vårblommornas kalendarium. På 1840-talet utvecklades detta genom Kungliga Vetenskapsakademiens (KVA) försorg och observationerna anpassades till en europeisk standard (Quetelet 1843), men efter bara några år slocknade intresset. Några årssammanställningar över fågel- och växtobservationer publicerades av KVA under perioden 1846-1851 (se även Söderström 1869). 
1873 initierade Uppsala Observatorium under ledning av meteorologiprofessorn Hugo Hildebrandsson ett landsomfattande fenologiskt nätverk (H. W. Arnell 1877, Hildebrandsson/Frängsmyr 2015). Ansvaret för nätverket togs över av Statens Meteorologisk-Hydrografiska Centralanstalt (dåvarande SMHI) 1882, och observationerna sammanställdes i tre regionala rapporter (Hampus Wilhelm Arnell 1923, K. Arnell, 1927, K. Arnell & S. Arnell 1930). Nätverket tappade i aktivitet under 1920-talet men enskilda observatörer fortsatte att skicka in årsrapporter fram till 1951. Svenska fenologinätverket har scannat in de observationsblanketter och digitaliserat fenologiinformationen från dessa blanketter, vilket totalt omfattar över 345 000 observationer av växter, djur och aktiviteter i jordbruket. En observationsserie (Arnell 1896, 1917) har publicerats tidigare och Arnell (1878), Hult (1881) respektive Carlheim-Gyllenskiöld (1879) har publicerat analyser och sammanställningar.